# AE Real
Der Associação Esportiva Real, in der Regel nur kurz Real genannt, ist ein Fußballverein aus São Luiz im brasilianischen Bundesstaat Roraima.

## Erfolge
- Staatsmeisterschaft von Roraima: 2011

## Stadion
Der Verein trägt seine Heimspiele im Estádio Municipal de São Luiz do Anauá in São Luiz aus. Das Stadion hat ein Fassungsvermögen von 1500 Personen.